# Coșmarul
Coșmarul este un film românesc din 2013 regizat de Olimp Vărășteanu.